# Toyota Hilux
Toyota Hilux, stilizat ca HiLux și istoric ca Hi-Lux, este o serie de camionete comercializate de producătorul japonez de automobile Toyota. Majoritatea acestor vehicule sunt vândute ca variante de camion sau șasiu cabină, deși pot fi configurate într-o varietate de alte stiluri de caroserie.